# Балака, Эдуардо

Парадный портрет кисти Эдуардо Балака

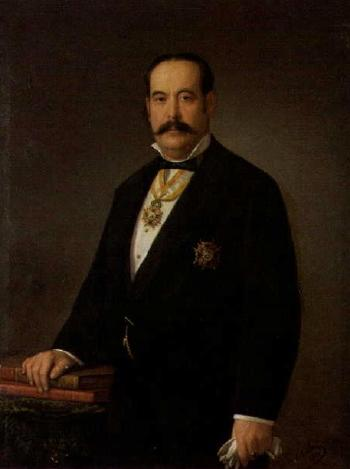
Портрет идальго с орденом

Эдуардо Балака-и-Орехас-Кансеко (исп. ; 1840, Мадрид-1914) — испанский художник-портретист и декоратор, педагог, профессор Школы искусств и ремесел в Мадриде. Старший брат художника-баталиста Рикардо Балака

## Биография
Эдуардо Балака родился в семье известного портретиста и миниатюриста Хосе Балака-и-Карриона. Его детство частично прошло в Лиссабоне, куда эмигрировали его родители. Но уже в 1850 году семья возвратилась в Испанию. Эдуардо вырос в родном Мадриде, богатом художественными коллекциями. Учился живописи первоначально у своего отца, затем вместе с братом Рикардо в Королевской Академии Изящных Искусств Сан-Фернандо (San Fernando) в Мадриде.
В 1864 и 1867гг.  его работы на конкурсах и выставках были удостоены почетных дипломов.
Из основных работ Эдуардо Балака известны картины:
- «Эпизод из жизни святой Терезы» (сейчас в коллекции Королевской академии истории, Мадрид),
- «Портрет Сервантеса» (в Институте Сервантеса, Мадрид),
- «Портрет графа Кампоманеса» (в Институте Испании, Мадрид),
- «Продавщица каштанов»,

Совместно с Рикардо участвовал в росписи купола церкви Buen Suceso в Мадриде; им написаны образы евангелистов Свв. Марка и Матвея.